# Грбови рејона Амурске области

Грбови рејона Амурске области обухвата галерију грбова административних јединица руске области Амурске области, са статусом градских округа и рејона, те њихове историјске грбове (уколико их има).
Већина грбова настала је након успостављања Руске Федерације и Амурске области, као њеног саставног субјекта.

## Грбови округа и рејона
- Грб округа 
 Благовјешченска
- Грб округа 
 Белогорска
- Грб округа 
 Зеја
- Грб округа 
 Рајчихинск
- Грб округа 
 Свободни
- Грб округа 
 Тинда
- Грб округа 
 Шимановск
- Грб округа 
 Циолковски
- Грб округа 
 Прогреса
- 1 — Грб рејона 
 Архарински
- 2 — Грб рејона 
 Белогорски
- 3 — Грб рејона 
 Благовешченски
- 4 — Грб рејона 
 Бурејски
- 5 — Грб рејона 
 Завитински
- 6 — Грб рејона 
 Зејски
- 7 — Грб рејона 
 Ивановски
- 8 — Грб рејона 
 Константиновски
- 9 — Грб рејона 
 Магдагачински
- 10 — Грб рејона 
 Мазановски
- 11 — Грб рејона 
 Михајловски
- 12 — Грб рејона 
 Октобарски
- 13 — Грб рејона 
 Ромненски
- 14 — Грб рејона 
 Свободњенски
- 15 — Грб рејона 
 Сељемџински
- 16 — Грб рејона 
 Серишевски
- 17 — Грб рејона 
 Сковородински
- 18 — Грб рејона 
 Тамбовски
- 19 — Грб рејона 
 Тиндински
- 20 — Грб рејона 
 Шимановски